# قصر سعادة (اللاذقية)

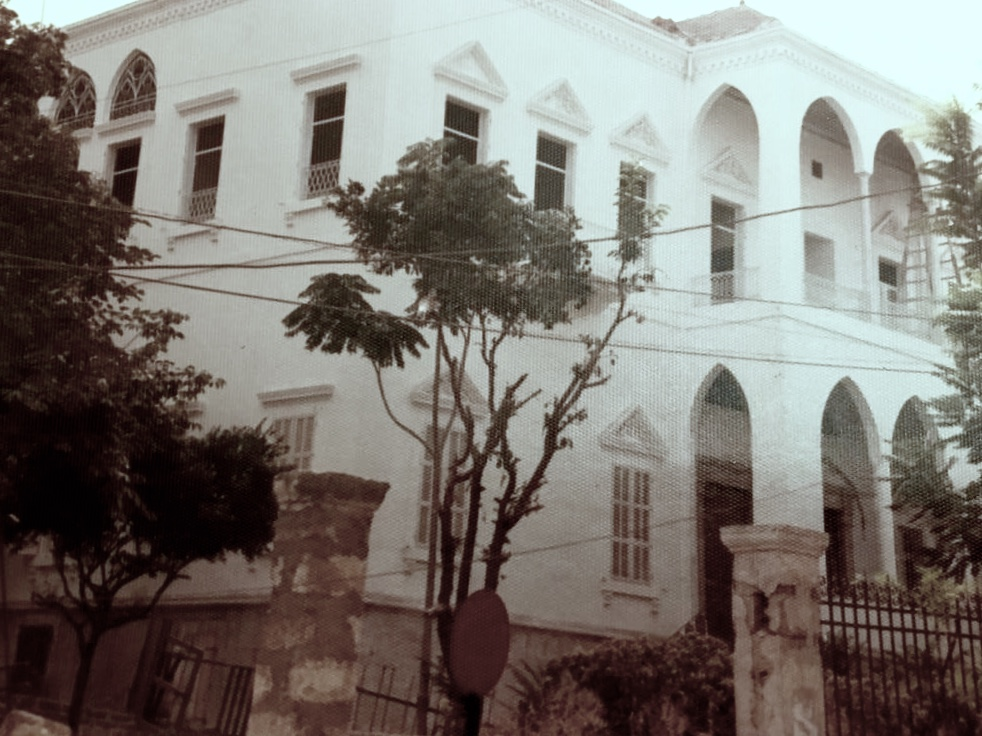
قصر سعادة في اللاذقية

قصر سعادة ويقع في حي الكاملية، شارع المالكي، بني شيد هذا القصر في بداية القرن العشرين، في مدينة اللاذقية في سوريا.

## الوصف المعماري
المنزل من طابقين أرضي وأول وهما متماثلين في التخطيط، مواد البناء ن الحجر المنحوت والإسمنت والسقف قرميدي  مسنود على عضادات خشبية، بلإضافة إلى قبو مبني من الحجر الرملي الصغير القطع  والمسقوف بعقود حجرية متصالبة،  يتم الوصول إلى المنزل بواسطة درجين يؤديان إلى شرفة جميلة مبلطة بالرخام الأبيض، واجهات المنزل مزخرفة ومزينة بالحديد  المشغول المتقن الصنع، وتعلو النوافذ تماثيل لملائكة وهو المنزل الوحيد في اللاذقية المزين بتماثيل، هناك أيضاً الشرفات الصغيرة  التي تأتي فوق الأبواب، وتستند على عضادات محززة ومنحوتة بدقة  ومسورة بالحديد المشغول، ويعتبر هذا المنزل واحداً من البيوت الجميلة الباقية في اللاذقية والذي يشهد على أسلوب عمارة متميز.